# Đức Trí
Trương Đức Trí (sinh ngày 4 tháng 10 năm 1973), thường được biết đến với nghệ danh Đức Trí, là một nam nhạc sĩ, nhà soạn nhạc, nhà sản xuất thu âm kiêm nhạc trưởng người Việt Nam. Trong suốt sự nghiệp của mình, anh đã giành được ba đề cử và thắng một hạng mục của giải Cống hiến. Ngoài ra, anh cũng tham gia công tác giảng dạy và làm cố vấn nghệ thuật cho nhiều ca sĩ. 
Sinh ra trong một gia đình ở Sài Gòn, Đức Trí đã sớm làm quen với các nhạc cụ dân tộc từ nhỏ. Anh theo học ngành Lý luận sáng tác tại Nhạc viện thành phố Hồ Chí Minh và bắt đầu được biết đến với vai trò nhạc công chơi cho nhiều ban nhạc. Sau khi tốt nghiệp, Đức Trí nổi tiếng ở lĩnh vực hòa âm phối khí, có nhiều sáng tác trẻ được yêu thích. Đức Trí là nhạc sĩ Việt Nam đầu tiên từng tu nghiệp chính quy ngành Biên soạn và Sản xuất Âm nhạc đương đại tại trường nhạc danh tiếng Berklee College of Music ở Boston, Hoa Kỳ. Về nước, bên cạnh công việc sáng tác, anh đi vào hoạt động sản xuất âm nhạc chuyên nghiệp với công ty giải trí Music Faces.

## Cuộc đời và sự nghiệp

### 1973–99: Thời thơ ấu và khởi nghiệp
Đức Trí trưởng thành trong một gia đình có truyền thống nghệ thuật từ quê nội An Giang và quê ngoại Bạc Liêu. Lúc 10 tuổi, anh đã làm quen với các nhạc cụ dân tộc như đàn bầu, đàn kìm, trống, mõ... do thầy Phan Chí Thanh hướng dẫn. Năm học lớp 10 Đức Trí mới thực sự có được bộ trống, nhạc cụ đầu tiên trong đời - món quà mơ ước mà gia đình anh phải dành dụm khá lâu để mua. Qua lời mẹ anh kể, cậu bé Trí có năng khiếu từ thuở lên ba: hát đúng nốt, không sai cao độ, có đôi tai nhạy bén cảm thụ âm nhạc. Song không ai trong gia đình tính đến chuyện sẽ cho Trí đi theo con đường này bởi thời đó âm nhạc được coi là điều xa xỉ. 16 tuổi, anh tập tành làm nhạc trong phòng thu từ đấy nghiên cứu, học hỏi không ngừng: tự học keyboard, nghe hết mọi thể loại nhạc, viết ca khúc. Đức Trí sau đó cũng nhận ra ngay cả những người tâm huyết nhất với âm nhạc cũng không thể sống bằng chính âm nhạc. Chính vì vậy, suýt nữa Đức Trí trở thành một kỹ sư điện tử, khi anh nghe theo ý muốn của cha ôn thi vào trường Đại học Bách khoa. Cha anh đột ngột qua đời trong lúc Đức Trí đang chuẩn bị thi khiến anh hụt hẫng nhiều. Nhờ những lời động viên, khuyến khích của bạn bè, thầy cô, anh quay sang thi vào Nhạc viện. Năm 15 tuổi, được sự động viên của gia đình và bạn bè, Đức Trí quyết định thi vào Nhạc viện thành phố Hồ Chí Minh. Anh theo học khoa Lý luận sáng tác và bắt đầu làm quen với nhạc giao hưởng dưới sự hướng dẫn của thầy Phạm Lý về lý luận và thầy Nguyễn Văn Nam về sáng tác. Tuy nghiên cứu về nhạc cổ điển - dân tộc nhưng anh rất thích đàn Organ và tình cờ trở thành thành viên ban nhạc Đen Trắng với vị trí nhạc công Keyboard. Năm 1992, Đức Trí cùng ban nhạc Đen Trắng đoạt giải nhất liên hoan pop-rock Thành phố Hồ Chí Minh. Năm 1993 anh đoạt giải nhì về keyboard tại Liên hoan Nhạc nhẹ toàn quốc. Thời gian học ở Nhạc viện khả năng về hoà âm, phối khí của anh đã được phát hiện, đưa Đức Trí rẽ thêm một lối đi mới.
Năm 1995, anh tốt nghiệp Nhạc viện với luận văn "Nghiên cứu về tính ngẫu hứng trong âm nhạc cải lương Nam Bộ". Sau đó, Đức Trí trở thành người biên tập chương trình và kiêm công việc hòa âm - phối khí cho các trung tâm băng nhạc, nhất là Bến Thành Audio. Anh chính thức bước vào con đường chuyên nghiệp với dòng nhạc hiện đại. Album đầu tiên mà anh thực hiện hòa âm là chính là album nhạc "10 tình khúc Lã Văn Cường – Trần Quang Lộc" Chợt nghe em hát của Hồng Nhung vào năm 1995. Album đã mở ra một thời kỳ mới của nhạc nhẹ Việt Nam – yếu tố “hội nhập” với xu thế nhạc nhẹ thế giới lần đầu tiên được hiện hữu trong một album nhạc nhẹ văn minh, hiện đại và đậm chất Việt. Năm 1996, Ta chẳng còn ai - ca khúc đầu tiên anh ra mắt công chúng qua sự thể hiện của giọng hát Phương Thanh lập tức trở thành bài "hit" được yêu thích một thời gian dài, mở đầu cho loạt sáng tác ăn khách ngoài thị trường. Đức Trí là người có ảnh hưởng không nhỏ đến sự nghiệp hai ca sĩ Phương Thanh và Hồ Ngọc Hà khi họ gắn liền với nhiều ca khúc qua những giai đoạn sáng tác của anh. Anh cũng dần được biết đến như một nhà sản xuất khi tham gia vào nhiều dự án âm nhạc như album đầu tay của Mỹ Linh, và hàng loạt show diễn live concert cho Lam Trường (2000), Làn sóng xanh (2000), Duyên dáng Việt Nam (1998, 2000)...

### 2000–nay: Tu nghiệp tại Mỹ và công ty Music Faces
Năm 2000, khi sự nghiệp đang phát triển thuận lợi, anh đột ngột "rút" đi Mỹ học ngành Biên soạn và sản xuất âm nhạc đương đại trong 4 năm. Chương trình dạy ở trường nhạc trong nước chưa chú trọng phần nhạc nhẹ nên muốn phát triển được nghề, Đức Trí thấy cần đầu tư hơn nữa. Quyết tâm và niềm khao khát học hỏi đã khiến anh nảy ra ý nghĩ liều lĩnh: Chỉ cần mình được đi du học 1- 2 năm, hết tiền thì về cũng được. Quan trọng là mình được tiếp xúc, được va chạm với nền âm nhạc của thế giới. Thực tế không hề dễ dàng với Đức Trí bởi tiền dành dụm mấy năm trời làm nhạc công, hòa âm, sản xuất băng đĩa ở Việt Nam chỉ đủ cho anh đóng học phí và ăn ở tại Boston trong vòng một năm. Ba năm học tiếp theo, anh buộc phải xoay xở từ việc làm gia sư dạy nhạc, đánh keyboards ở nhà hàng, hòa âm theo đặt hàng từ các ca sĩ trong nước hay viết nhạc cho ca sĩ hải ngoại. Đức Trí là nhạc sĩ trẻ Việt Nam đầu tiên tốt nghiệp chính quy tại trường nhạc danh tiếng Berklee. Đức Trí từng chia sẻ: Sau khi du học tại Mỹ rồi về nước tiếp tục hoạt động trong lĩnh vực âm nhạc, ai cũng bảo tôi... điên. Nếu không phấn đấu, tôi đã chẳng thể đi Mỹ học, chẳng thể tiếp thu kiến thức hay kinh nghiệm. Làm nghệ thuật, dĩ nhiên bạn phải có năng khiếu, nhưng nếu không tự trau dồi, cũng không thể thành công. Sự đầu tư này đã mang lại cho Đức Trí rất nhiều lợi ích, trong đó có những kinh nghiệm về cách làm việc, tổ chức, tư duy của một nhà sản xuất âm nhạc và khả năng đón đầu thị hiếu âm nhạc của đông đảo khán giả.
Tính toán tiếp theo mang lại thành công cho Đức Trí là việc thành lập Music Faces Entertainment, công ty kinh doanh âm nhạc. Music Faces Entertainment được thành lập từ năm 2004, dựa trên ý tưởng của nhóm các nhạc sĩ, đồng thời là các nhà sản xuất nổi tiếng trong thị trường âm nhạc Việt Nam như Đức Trí, Anh Quân, Huy Tuấn, Hoài Sa, Phương Uyên, Hồng Kiên, Võ Thiện Thanh...Đây là công ty cổ phần ngành giải trí chuyên về sản xuất chương trình, sản xuất băng đĩa nhạc và dịch vụ phòng thu, phát hiện và giới thiệu đến khán giả những gương mặt các ca sĩ mới. Là người phụ trách chuyên môn của Music Faces, Đức Trí đã thành công trong việc xây dựng sự nghiệp Hồ Ngọc Hà thành một ngôi sao trong làng giải trí, và đầu tư cho nhiều gương mặt khác như Phạm Anh Khoa, Lê Hiếu, Phương Vy… Anh còn chú ý đến việc hướng dẫn, dìu dắt thế hệ kế tiếp. Đức Trí là sáng lập viên, giảng viên nòng cốt của Music Faces Classe.
Về nước sau khi du học, tư duy hòa âm phối khí của Đức Trí hoàn toàn thay đổi trong việc nhìn rõ ưu khuyết của từng ca sĩ để tư vấn, định hướng chọn bài cho phù hợp. Cách hòa âm của Đức Trí kết hợp giữa cổ điển và hiện đại, khai thác triệt để các loại nhạc cụ, từ dàn dây cho đến những nhạc cụ mộc, nhạc cụ dân tộc tùy theo các ca khúc. Đối với những bài hát đã được khẳng định qua thời gian, làm mới ca khúc mà vẫn không "biến chất" là điều mà Đức Trí theo đuổi. Các album "Đức Tuấn hát tình ca Phạm Duy", "Vì ta cần nhau" của Hồng Nhung – Quang Dũng đánh dấu một bước phát triển mới trong sự nghiệp của Đức Trí. Anh tham gia sản xuất rất nhiều chương trình lớn nhỏ và các dự án âm nhạc. Ngoài ra, Đức Trí còn viết nhạc cho nhiều phim như Áo lụa Hà Đông, 1735km, Huyền thoại bất tử… và nhạc kịch Tình sử ngàn năm, anh đoạt được nhiều giải thưởng của Hội điện ảnh, Hội sân khấu cho lĩnh vực nhạc nền này.
Đức Trí từng có quan hệ tình cảm với Thanh Thảo, Hồ Ngọc Hà và giúp đỡ họ trở thành ca sĩ chuyên nghiệp. Năm 2010, anh bất ngờ kết hôn với một cô gái làm việc trong lĩnh vực quảng cáo và tổ chức sự kiện sau gần 3 năm quen biết.
Đức Trí có thói quen sưu tầm đĩa nhạc từ khi còn nhỏ, tất cả đều là đĩa gốc, và lưu giữ cho đến bây giờ dù có đĩa không còn nghe được nữa. Bộ đĩa mà anh quý nhất là của Grand Funk, ca sĩ rock nổi tiếng năm 1973. Mặc dù xuất phát từ học nhạc dân gian nhưng Đức Trí lại thích rock, thích chơi trống. Lớn lên anh được anh rể người Pháp tặng một bộ sưu tập nhạc jazz, và lại sưu tầm thêm băng cát-xét. Bộ sưu tập của anh đã lên đến 8 ngàn đĩa, có cả những đĩa hát cải lương. Hồi bảy, tám tuổi, Đức Trí đã phá hư chiếc radio của ba mình vì muốn sửa cho nó chạy, nhưng đến khi ráp lại thì không được. Năm 1990, anh đã rất chú ý đến vai trò của công nghệ trong âm nhạc và theo học khoá lập trình máy tính tại trường Sư phạm. Năm 1995, lần đầu tiên sang Pháp, lọt vào một cửa hàng bán đĩa lớn, Đức Trí dốc hết cả ngàn đô la Mỹ trong túi ra mua đĩa, chất đầy một vali xách tay. Qua hải quan sân bay, khiến người khác tưởng anh bỏ đá vào vali. Trong giới chơi đĩa than, Đức Trí là người sành khi anh có hẳn một kho lưu trữ đồ sộ và tham gia sinh hoạt ở Câu lạc bộ những người chơi đĩa than tại thành phố Hồ Chí Minh. Vĩ thanh dành cho đĩa than là cách mà Đức Trí nói về sự hồi sinh của thú chơi đĩa than ở Việt Nam những năm gần đây.

## Đời tư
Anh đã kết hôn với Ngọc Anh, kém 11 tuổi, làm việc trong ngành quảng cáo và tổ chức sự kiện. Hiện vợ chồng anh có hai con gái.

## Phong cách nghệ thuật
Đức Trí hay viết về chủ đề tình yêu, những vẻ đẹp không trọn vẹn, những giấc mơ...có giai điệu nhẹ nhàng, nồng nàn, dễ nhớ, không dùng nhiều kỹ thuật. Là một nhạc sĩ đắt khách trên thị trường nhưng bản thân anh lại là một người không bao giờ nhận đơn đặt hàng. Không thể biết mình có bao nhiêu ca khúc được khán giả yêu thích. Nhưng, có một điều tôi có thể khẳng định, tất cả các ca khúc tôi viết ra đều dành cho riêng mình chứ không phải cho một giọng ca nào cả. Cảm xúc không phải là thứ có thể nặn ra theo ý muốn của bản thân [...] Riêng tôi, tôi thích những ca khúc có giai điệu đẹp. Chính vì vậy, tôi vẫn thường hoàn thiện giai điệu của một ca khúc trước khi nghĩ đến việc đặt lời cho nó. Giai điệu đẹp sẽ khiến cho khán giả nhớ đến ca khúc trước tiên. Đó là nguyên tắc, chuẩn mực sáng tác của riêng Đức Trí. Đức Trí khẳng định: Chưa bao giờ trong cuộc đời sáng tác của tôi, tôi đặt ra mục tiêu ca khúc của mình phải được đông đảo khán giả đón nhận. Bởi tôi không sống được bằng nghề viết nhạc. Và hơn hết, tôi không thích mẫu số chung. Tôi thích ca khúc của tôi phải có 2 luồng dư luận trái ngược nhau. Vì như thế mới phản ánh đúng bản chất của ca khúc. Với anh, ca khúc chỉ là một phần rất nhỏ trong khái niệm về âm nhạc, không nên bắt nó phải tải một nội dung quá lớn. Anh không xem sáng tác là con đường chính, sáng tác chỉ là những phút giải toả hiếm hoi sau những chuỗi ngày mệt mỏi trong phòng thu.
Trong các vai trò đã thử qua, Đức Trí cho rằng mình làm tốt nhất công việc của một producer (nhà sản xuất), thích hợp và có hứng thú nhất. Anh theo tất cả các dòng nhạc trừ techno. Anh quan niệm techno và nhạc dance nói chung không phải là âm nhạc để thưởng thức mà là công cụ để phục vụ cho việc nhảy, nó không phải là sáng tác và vì thế không cần nhạc sĩ để làm. Nhưng Đức Trí vẫn thực hiện những bài phối trên nền techno. Ở Đức Trí có sự hội tụ của 3 dòng nhạc: Dân tộc - Cổ Điển - Hiện Đại. Anh chia sẻ: Các nốt Đô, Re, Mi, Fa, Son, La, Si và các chữ Hò, Xự, Xang, Xê, Cống có thể hòa nhập thành một thể thống nhất mà vẫn không mất đi nét riêng của từng thành tố. Sự kết hợp chúng lại với nhau sẽ tạo ra cấu trúc âm nhạc mới mẻ đầy sức thuyết phục. Tốt nghiệp nhạc viện khoa Lý luận phê bình nhưng Đức Trí cương quyết không viết một bài nào liên quan đến phê bình, chỉ đi về nghiên cứu lý luận vì theo anh làm phê bình phải có lập trường và chính kiến, mà điều ấy các nhà sáng tác ở mình không ưa, đã không ưa thì họ không để mình sống vui vẻ thoải mái. Thần tượng của anh là nhà sản xuất âm nhạc David Foster.

## Album phòng thu

### Sản xuất
| - Đĩa than - Lặng lẽ tiếng dương cầm (Nguyễn Ánh 9, 2013), cùng Music Faces Entertainment và Công ty TNHH Gia Định Audio - Ngàn thu áo tím (2014), cùng Music Faces Entertainment và Công ty TNHH Gia Định Audio - Một thời đã xa (2015), cùng Music Faces Entertainment và Công ty TNHH Gia Định Audio - Chuyện hẹn hò (Hương Lan và Thái Châu, 2016), cùng Music Faces Entertainment và Công ty TNHH Gia Định Audio - Tình vẫn còn xanh (Thanh Hà, 2020), cùng Lê Văn Linh và Công ty TNHH Gia Định Audio - Lối cũ ta về (2021), cùng Lê Văn Linh và Công ty TNHH Gia Định Audio - Nỗi yêu bé dại (Thùy Chi, 2021) - Một chiều thu (2022), cùng Công ty TNHH Gia Định Audio - Cơn mưa phùn (Nguyên Hà và Lân Nhã, 2022), cùng Lê Văn Linh và Công ty TNHH Gia Định Audio - Một đời yêu anh (Hương Giang, 2022), cùng Công ty TNHH Gia Định Audio - Nơi ấy bình yên (Bảo Chấn, 2023), cùng Lê Văn Linh và Công ty TNHH Gia Định Audio - Như chưa bắt đầu – Đức Trí và những tình khúc một thời (2023), cùng Lê Văn Linh và Công ty TNHH Gia Định Audio - Mùa xuân đầu tiên – Live With Orchestra (2024), cùng Công ty TNHH Gia Định Audio - Nhạc phim - Nữ tướng cướp (Soundtrack) (2004) - Áo lụa Hà Đông (Soundtrack) (2007) - Huyền thoại bất tử (Soundtrack) (2009) - Lấy chồng người ta (Soundtrack) (2012) - Hiệp sĩ mù (Soundtrack) (2014) - Con ma nhà họ Vương (Soundtrack) (2015) - Dạ cổ hoài lang (Soundtrack) (2017) - Tháng năm rực rỡ (Soundtrack) (2018) - Em và Trịnh (Soundtrack) (2018) - Ước hẹn mùa thu (Soundtrack) (2019) - Bí mật của gió (Soundtrack) (2020) - Trạng Tí phiêu lưu ký (Soundtrack) (2021) - Đất rừng phương Nam (Soundtrack) (2023) - Nhạc kịch - Ngàn năm tình sử (2009) | - Album hợp tác - Vì ta cần nhau (Hồng Nhung và Quang Dũng, 2007) - Mùa thu cho em (Phương Vy và Lê Hiếu, 2010) - Ơ hay (Minh Hằng và Bích Phương, 2010), cùng Hà Quang Minh và Kim Ngọc - Đoan Trang - Sôcôla (2005), cùng Võ Thiện Thanh - Hồ Ngọc Hà - Và em đã yêu (2005) - Muốn nói với anh (2006) - Khi ta yêu nhau (2008), cùng Dương Khắc Linh và Bùi Thanh Bình - Love Songs Collection: Nơi em gặp anh (2009) - Mối tình xưa (2014) - Lê Hiếu - Để chọn đời thương nhớ (2006) - Baby Let Me Go (Hãy để anh đi) (2008) - Chỉ còn những kỷ niệm (2011) - Tôi với trời bơ vơ (2018), cùng Hoài Sa - MTV Band - Thời gian (2006), cùng Thanh Bình và MTV Band - Đức Tuấn - Đức Tuấn hát tình ca Phạm Duy (2007) - Phạm Anh Khoa - PAK 01 (2007), cùng Dũng dAlAt - Làm sao nói hết (2009), cùng Dũng dAlAt - Hoàng Bách - Thoáng mây bay (2009), cùng Bùi Thanh Bình - Giây phút mong manh: Vệt nắng cuối trời (2011), cùng Hoàng Bách - Phạm Thu Hà - Tựa như gió phiêu du (2014) - Uyên Linh - Ước sao ta chưa gặp nhau (2014), cùng Dũng Dalat - Phương Thanh - Tình khúc Đức Trí: Nào ai có biết (2010), cùng Pho Pham - Phương Vy - Lúc mới yêu (2008) - "Chuyện về người con gái" (Đĩa đơn, 2008) - Có đôi lần (2009) - Quốc Thiên - Hát cùng tôi (2009) - Vì ta quá yêu (2011) - Suboi - Walk (2010), cùng Dương Khắc Linh - Anh Khang - Ai còn chờ ai (2010), cùng Phố Phạm |

### Hòa âm và phối khí
- Chợt nghe em hát (Hồng Nhung, 1995)
- Bài hát ru cho anh (Hồng Nhung, 1998)
- ...ngày dịu dàng... (Hồ Quỳnh Hương, 2004)

- Quê (Vũ Thắng Lợi, 2022) - sản xuất bởi Vũ Thắng Lợi và Công ty TNHH Gia Định Audio

## Ấn phẩm
- Tập ca khúc Đức Trí & những câu chuyện – Tựa như gió phiêu du (2022)

## Sáng tác
- Anh sẽ nhớ mãi (đồng sáng tác với Bằng Kiều)
- Bỏ lại tôi hoang vu (viết lời Việt "High and dry")
- Bồng bềnh con nước
- Có bao giờ
- Có lẽ muộn màng
- Có quên được đâu
- Chúa hài đồng (viết lời Việt "Greensleeves")
- Chuyện tình tay ba kỳ lạ (viết lời Việt "Bizarre love triangle")
- Dáng lụa cung tơ
- Dưới áp lực (viết lời Việt "Under pressure")
- Đêm nghe tiếng mưa
- Đời bỗng vui
- Giấc mơ chỉ là giấc mơ
- Giận anh
- Hôm nay anh đến
- Hay là thôi anh nhé
- Katy
- Khi giấc mơ về
- Không chờ đợi
- Mong manh tình về
- Nắng có còn xuân
- Nếu như
- Như chưa bắt đầu
- Nụ cười và những ước mơ
- Nụ hôn đánh rơi
- Sầu khúc mùa đông
- Ta chẳng còn ai
- Trót yêu anh rồi
- Tựa như ánh sao
- Và em đã yêu
- Vẫn biết thế
- Vội vàng
- Vì em yêu anh
- Yêu thương mong manh (đồng sáng tác với Hà Quang Minh)

## Thành tựu
Giáo sư Trần Văn Khê từng nhận xét về Đức Trí: "Đức Trí là một trong số ít nhạc sĩ trẻ có duyên với âm nhạc dân tộc mà triển vọng sẽ còn tiến xa trong việc bảo tồn và phát triển văn hóa dân gian." Có nhận định cho rằng, ca khúc của Đức Trí luôn đứng trước giới hạn mỏng manh giữa thị trường và nghệ thuật, nhưng chính điều đó cũng cho thấy khả năng của anh trong việc cân đối hài hoà giữa hai yếu tố để đến được với đông đảo khán giả. Các ca khúc nhạc nhẹ nổi tiếng của Đức Trí như: Ta chẳng còn ai, Vì em yêu anh, Có nhau trọn đời, Đêm nghe tiếng mưa, Giấc mơ chỉ là giấc mơ, Ước mơ trong đời, Yêu thương mong manh, Tôi tìm thấy tôi... được nhiều khán giả biết đến. Sự kết hợp giữa cũ và mới, hiện đại và dân gian cũng tạo nên những nét đặc sắc trong các sáng tác của anh với Tựa như ánh sao, Có một chút, Nắng có còn xuân...
Đức Trí từng nhận giải Âm nhạc Cống hiến năm 2006 ở hạng mục Nhạc sĩ của năm. Ngày 2 tháng 5 năm 2010, đêm nhạc tôn vinh Đức Trí có tên gọi Thời gian tôi nằm trong khuôn khổ loạt chương trình Con đường âm nhạc được truyền hình trực tiếp trên kênh VTV3. Đức Trí liên tiếp giành giải Mai vàng năm 2004 và 2005 cho Nhạc sĩ xuất sắc với hai ca khúc "Katy Katy" (trình bày bởi Lam Trường) và "Ước mơ trong đời" (trình bày bởi Hồ Quỳnh Hương).